# Heilige Vorhaut

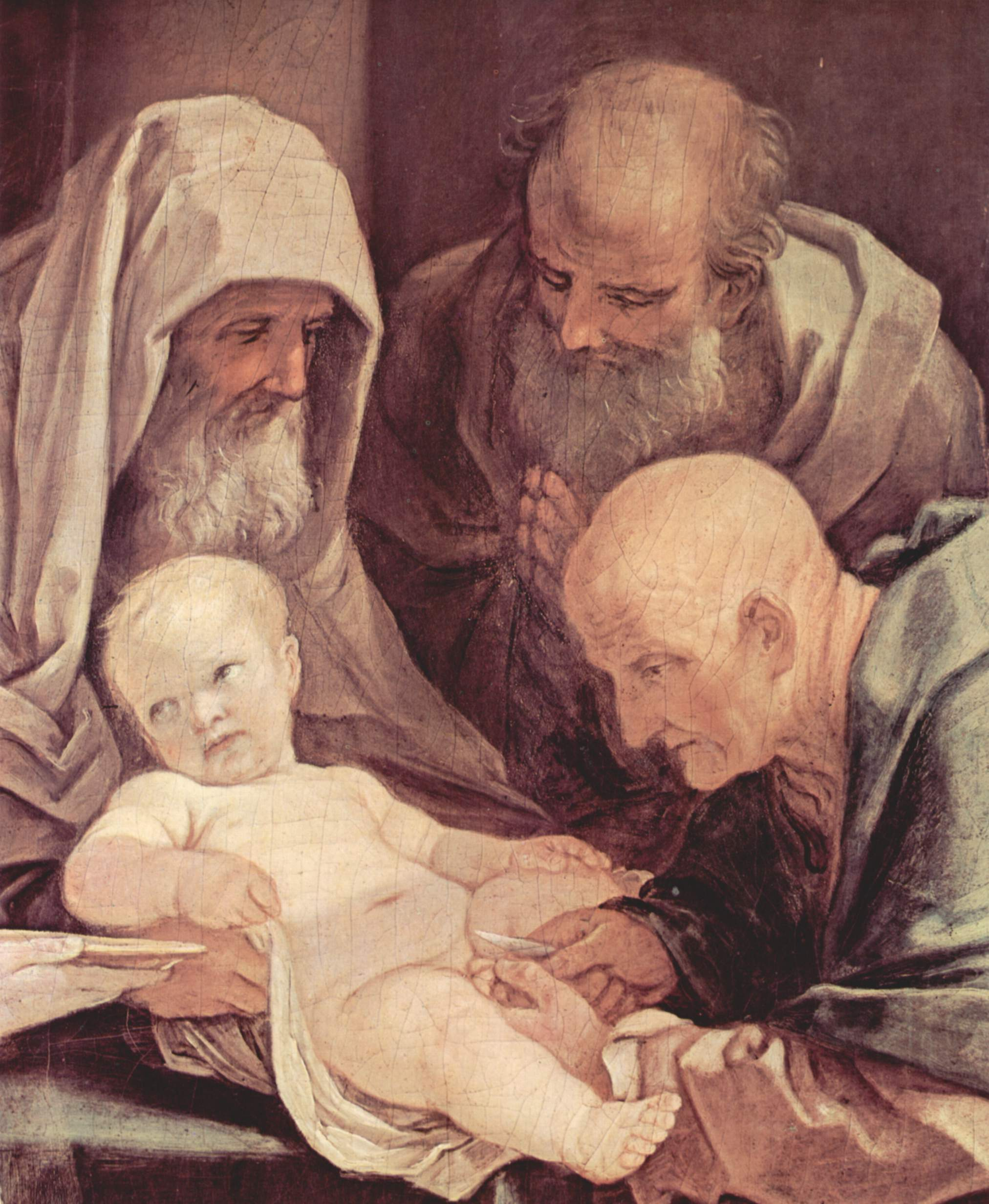
Guido Reni: Beschneidung Jesu

Die heilige Vorhaut (lateinisch sanctum praeputium) gilt als christliche Reliquie, bei der es sich um die Vorhaut Jesu von Nazaret handeln soll. Von Jesu Körper sollen nach seiner Himmelfahrt nur jene Bestandteile auf Erden zurückgeblieben sein, die er zu diesem Zeitpunkt nicht mehr hatte. Im Mittelalter behaupteten mehrere Kirchen, im Besitz dieser Reliquie zu sein.

## Beschneidung

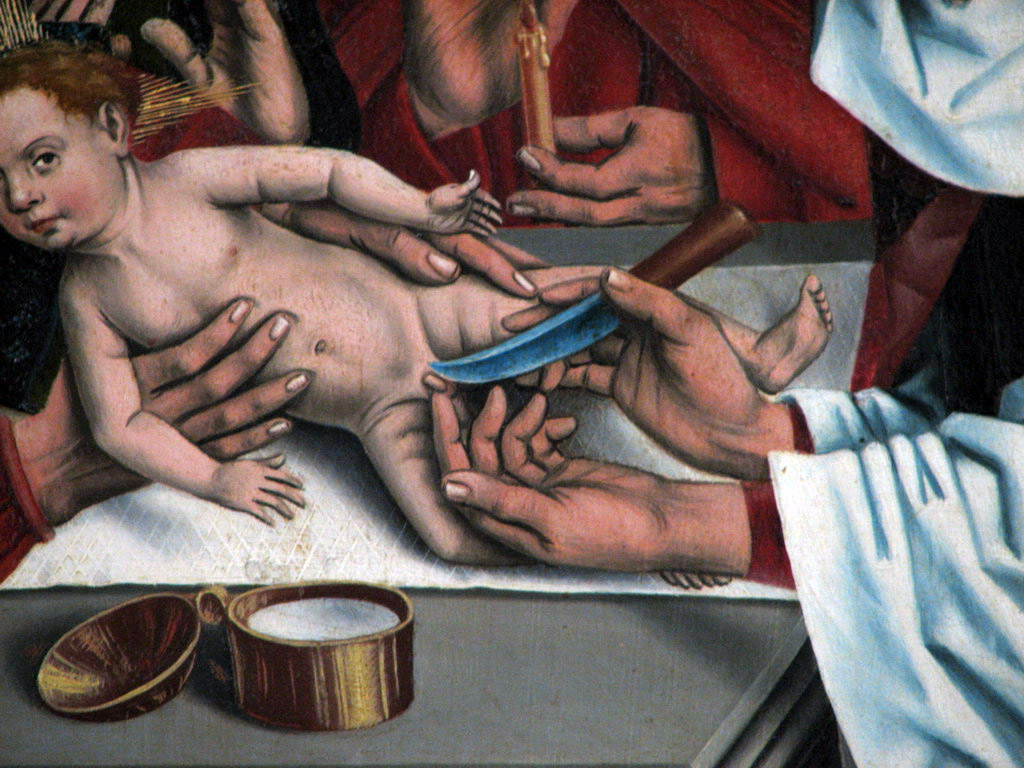
Friedrich Herlin: Beschneidung Jesu

Seit dem Frühmittelalter wurde zum Gedenken an die Beschneidung Jesu acht Tage nach seiner Geburt, von der in Lk 2,21  berichtet wird („Und als acht Tage um waren und man das Kind beschneiden musste, gab man ihm den Namen Jesus, wie er genannt war von dem Engel, ehe er im Mutterleib empfangen war.“), am 1. Januar das Fest der Beschneidung des Herrn (Circumcisio Domini) gefeiert. Das Fest geriet jedoch im Zuge der lateinischen Liturgiereform in den Hintergrund. Heute feiert die römisch-katholische Kirche am Oktavtag der Weihnacht das Hochfest der Gottesmutter Maria. Durch Papst Benedikt XVI. wurde jedoch ab dem 14. September 2007 auch das ältere Kalendarium (für die außerordentliche Form des Römischen Ritus) wieder in rechtsverbindliche Geltung gesetzt, was die Feier der lateinischen Liturgie nach den während des letzten Konzils geltenden und heute wieder geltenden Büchern betrifft.

## Geschichte

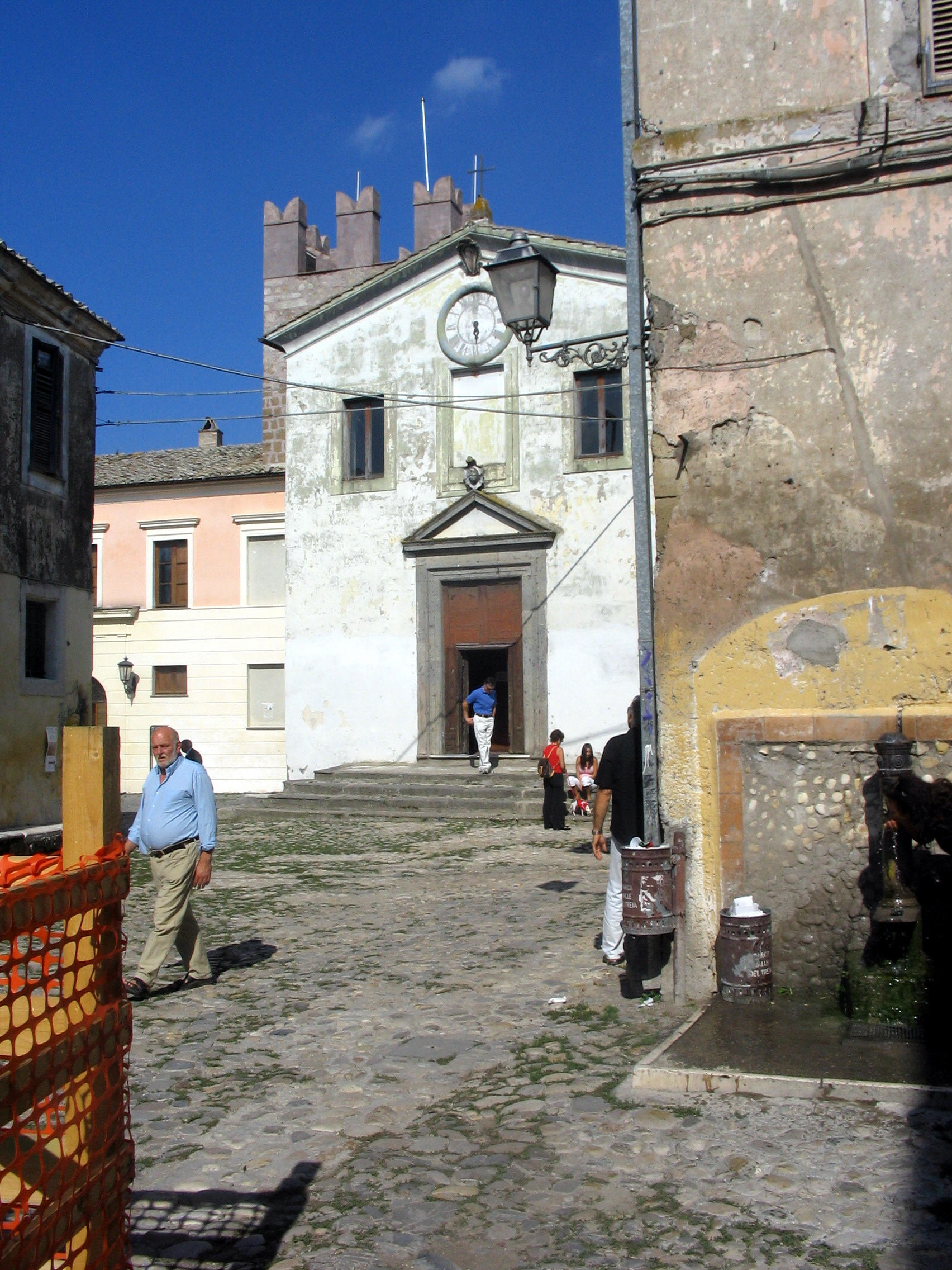
Kirche Santissimo Nome di Gesù (Heiligster Name Jesu) in Calcata

Die Reliquie der heiligen Vorhaut soll Papst Leo III. von Karl dem Großen anlässlich seiner Kaiserkrönung am 25. Dezember 800 in Rom geschenkt worden sein. Karl wiederum soll sie von einem Engel oder von der Kaiserin Irene von Byzanz bekommen haben. Die heilige Vorhaut wurde zusammen mit anderen Reliquien in der Kapelle Sancta Sanctorum im Lateran aufbewahrt.
Während einer ihrer Ekstasen soll Jesus Katharina von Siena als Vermählungsring seine Vorhaut geschenkt haben. Dieser Ring, den angeblich nur Katharina selbst hatte sehen können, ziert noch immer den Fingerknochen der Heiligen, der zusammen mit ihrem Kopf in S. Domenico zu Siena verehrt wird. Mit dem „unsichtbaren Ring“ am Finger soll sie sich Augenzeugen zufolge ekstatisch am Boden gewälzt und die „spirituellen Umarmungen Jesu“ genossen haben. Der spanische Jesuit Alfonso Salmerón (1515–1585), einer der ersten Schüler des Ignatius von Loyola (1491–1556), dichtete:

„Jesus schickt seinen Bräuten den fleischlichen Ring des höchst kostbaren Präputiums. Der Hersteller ist der Heilige Geist, seine Werkstätte ist Marias reinster Schoß. Das Ringlein ist weich!“

Der vatikanische Gelehrte Leo Allatius (ca. 1586–1669) vertrat in seiner Schrift De Praeputio Domini Nostri Jesu Christi Diatriba die Ansicht, dass es sich bei den 1610 neu entdeckten Saturnringen um die Vorhaut des Herrn handeln müsse, die mit Jesus in den Himmel aufgefahren sei und sich nun in dieser Gestalt dem irdischen Betrachter zeige.
Der Legende nach soll die Reliquie beim Sacco di Roma 1527 von einem beteiligten deutschen Söldner gestohlen worden sein, der wiederum auf dem Rückzug nördlich von Rom von Graf Anguillara festgenommen und in der Burg von Calcata gefangengehalten wurde. Der Soldat soll das Reliquiar in seiner Zelle versteckt haben, wo es erst 30 Jahre später wiedergefunden und seither in der Pfarrkirche des Ortes aufbewahrt wurde. 1584 gewährte Papst Sixtus V. einen Ablass für das Pilgern nach Calcata. Der Bischof von Poitiers erkannte 1856 nach zweijähriger Prüfung die dort aufbewahrte Vorhaut für echt und rief eine Lotterie ins Leben, um eine standesgemäße Kapelle für das Prachtstück bauen lassen zu können. Die heilige Vorhaut wurde regelmäßig bis 1983 bei Prozessionen öffentlich gezeigt; 1983 verschwand sie unter ungeklärten Umständen. Der britische Fernsehjournalist Miles Kington versuchte im Jahr 1997 vergeblich, die heilige Vorhaut zu finden.
Auch die Abtei Charroux führte den Besitz der Reliquie auf Karl den Großen zurück. Papst Innozenz III. weigerte sich, deren Authentizität anzuerkennen.
Eine Reliquie der heiligen Vorhaut tauchte im Jahr 1112 in Antwerpen auf. Nach einem feierlichen Einzug in die Liebfrauenkirche, wo man eigens eine Kapelle errichtete, sagte der Bischof von Cambrai, drei Blutstropfen seien von ihr gefallen. Zu Ehren der Vorhaut wurden wöchentliche Hochämter veranstaltet und 1426 die exklusive Bruderschaft „van der heiliger Besnidenissen ons liefs Heeren Jhesu Christi in onser liever Vrouwen kercke“ eingerichtet. Diese Reliquie ging beim Bildersturm von 1566 verloren.
Katharina von Valois bat im Jahr 1421 ihren Mann, König Heinrich V. von England, ihr diese Reliquie zu verschaffen, da deren süßer Duft eine gute Geburt garantieren würde. Die Reliquie wurde in der Abteikirche von Coulombs aufbewahrt und verschwand dort während der Französischen Revolution.
Auch das Kloster Andechs beanspruchte im Mittelalter, im Besitz der heiligen Vorhaut zu sein. Ebenso soll das Hildesheimer Marienreliquiar eine solche Reliquie enthalten.

## Bedeutung
Nach Darstellung von G. W. Foote und J. M. Wheeler, Crimes of Christianity (1887), soll der griechische Gelehrte und Kurator der Vatikanischen Bibliothek, Leo Allatius († 1669), in einer Schrift De Praeputio Domini Nostri Jesu Christi Diatriba („Vortrag über die Vorhaut unseres Herrn Jesus Christus“) spekuliert haben, dass die Heilige Vorhaut mit Jesus zum Himmel empor stieg und sich in einen der Saturnringe verwandelte. Diese Ringe waren erst im Jahre 1610 mittels eines der ersten Teleskope entdeckt worden.
Der Tag der Beschneidung (circumcision), also der 1. Januar, gab den Anlass für einen der sieben möglichen Jahresanfänge nach der christlichen Zeitrechnung (Circumcisionsstil).

## Kult
Auch dieses Körperteil Jesu wurde in der Volksfrömmigkeit zum Gegenstand der Verehrung. Im 13. Jahrhundert berichtete ein Bauernmädchen aus Plambach, die Mystikerin Agnes Blannbekin, sie habe beim Kosten der Eucharistie das Empfinden von Christi Vorhaut in ihrem Munde verspürt. Die diesbezüglichen Aufzeichnungen ihres Seelsorgers (Vita et Revelationes), 1731 vom Benediktinerpater Bernhard Pez veröffentlicht, wurden auf Betreiben der Jesuiten eingezogen.